# クリスティアン・アウグスト・フォン・シュレースヴィヒ＝ホルシュタイン＝ゴットルプ
クリスティアン・アウグスト・フォン・シュレースヴィヒ＝ホルシュタイン＝ゴットルフ（ドイツ語:Christian August von Schleswig-Holstein-Gottorf, 1673年1月11日 - 1726年4月24日）は、ドイツのリューベック領主司教。デンマーク・ノルウェー王フレデリク1世の直系であるホルシュタイン＝ゴットルプ家の公子で、デンマーク語名はクリスチャン・アウグスト・ア・スレースヴィ＝ホルステン＝ゴットルプ（デンマーク語:Christian August af Slesvig-Holsten-Gottorp）。

## 生涯
シュレースヴィヒ＝ホルシュタイン＝ゴットルプ公クリスチャン・アルブレクトと、その妻でデンマーク・ノルウェー王フレデリク3世の娘であるフレゼリゲ・アメーリエの間の次男として生まれた。父が死ぬと兄フレデリク4世（フリードリヒ4世）が領国を相続し、一方でクリスティアンはオイティーンの小さな所領を与えられたのみであった。ホルシュタイン＝ゴットルプ家はクリスティアン・アウグストのためにリューベックのルター派領主司教の地位を確保した。リューベック司教位は神聖ローマ帝国諸侯の一員だった。
1702年に兄フレデリク4世が死ぬと、わずか2歳の一人息子カール・フリードリヒが公爵位を継ぎ、その母親ヘドヴィグ・ソフィアが摂政となった。しかし公爵は母親の実家スウェーデンで暮らしていたため、叔父であるクリスティアン・アウグストが公国の統治を任され、1708年にヘドヴィグ・ソフィアが死ぬと公国摂政を引き継いだ。クリスティアン・アウグストによる統治期、シュレースヴィヒ＝ホルシュタイン公国は大北方戦争のために激しく荒廃した。

## 子女
1704年にバーデン＝ドゥルラハ辺境伯フリードリヒ7世マグヌスの娘で従妹にあたるアルベルティーナ・フリーデリケ（1682年 - 1755年）と結婚し、間に11人の子女をもうけた。
- ヘートヴィヒ・ソフィー（1705年 - 1764年） - ヘルフォルトの女子修道院長
- カール・アウグスト（1706年 - 1727年） - リューベック司教
- フリーデリケ・アマーリア（1708年 - 1731年）
- アンネ（1709年 - 1758年） - ザクセン＝ゴータ＝アルテンブルク公フリードリヒ2世の息子ヴィルヘルムと結婚
- アドルフ・フリードリヒ（1710年 - 1770年） - スウェーデン王
- フリードリヒ・アウグスト（1711年 - 1785年） - オルデンブルク公
- ヨハンナ・エリーザベト（1712年 - 1760年） - アンハルト＝ツェルプスト侯クリスティアン・アウグストと結婚、ロシア女帝エカチェリーナ2世の母親
- フリーデリケ・ゾフィー（1713年）
- ヴィルヘルム・クリスティアン（1716年 - 1719年）
- フリードリヒ・コンラート（1718年）
- ゲオルク・ルートヴィヒ（1719年 - 1763年）

| 先代 アウグスト・フリードリヒ | リューベック領主司教 1705年 - 1726年 | 次代 カール・アウグスト |